# Halterorchis karooensis
Halterorchis karooensis är en tvåvingeart som beskrevs av Hesse 1969. Halterorchis karooensis ingår i släktet Halterorchis och familjen Mydidae. Inga underarter finns listade i Catalogue of Life.